# 網川原
網川原（あみがわら）は、新潟県新潟市中央区の町字。現行行政地名は網川原一丁目及び網川原二丁目と大字網川原。住居表示は一丁目及び二丁目が実施済み区域、大字が未実施区域。郵便番号は950-0964。

## 概要
1889年（明治22年）から現在の大字。及び1985年（昭和60年）から現在の町名。信濃川下流右岸の自然堤防上に位置する。
もとは江戸時代から1889年（明治22年）まであった網川原新田の区域の一部で、地名の由来は魚沼郡早川村から移住した漁師、早川幾平が漁の最中に阿弥陀の石像を引き上げたことによる。

### 隣接する町字
北から東回り順に、以下の町字と隣接する。
- 出来島
- 南出来島
- 女池上山
- 鳥屋野
- 美咲町
- 新光町

## 歴史
開発は1626年（寛永3年）。はじめは阿弥陀川原新田と称したが、1678年（延宝6年）の新発田藩の検地を受けて網川原新田に改称した。
1889年（明治22年）4月1日に鳥屋王村の大字となり、1923年（大正12年）まで網川原新田と称した。1948年（昭和23年）以後、人口が急増した。

### 年表
- 1889年（明治22年）4月1日 : 合併により鳥屋王村の大字となる。
- 1901年（明治34年）11月1日 : 鳥屋王村が改称し、鳥屋野村の大字となる。
- 1943年（昭和18年）5月3日 : 合併により新潟市の大字となる。
- 2007年（平成19年）4月1日 : 新潟市の政令指定都市移行により、中央区の大字となる。

## 世帯数と人口
2018年（平成30年）1月31日現在の世帯数と人口は以下の通りである。
| 丁目         | 世帯数    | 人口    |
| ------------ | --------- | ------- |
| 網川原一丁目 | 419世帯   | 921人   |
| 網川原二丁目 | 603世帯   | 1,426人 |
| 計           | 1,022世帯 | 2,347人 |

## 小・中学校の学区
市立小・中学校に通う場合、学区は以下の通りとなる。
| 大字・丁目   | 番地 | 小学校               | 中学校             |
| ------------ | ---- | -------------------- | ------------------ |
| 網川原       | 全域 | 新潟市立鳥屋野小学校 | 新潟市立上山中学校 |
| 網川原一丁目 | 全域 | 新潟市立鳥屋野小学校 | 新潟市立上山中学校 |
| 網川原二丁目 | 全域 | 新潟市立鳥屋野小学校 | 新潟市立上山中学校 |

## 交通
- 国道116号